# Raad voor het Rechtsherstel
De Raad voor het Rechtsherstel was een Nederlandse instelling die op 9 augustus 1945 werd opgericht om het door de Duitse bezetter tijdens de Tweede Wereldoorlog gepleegde onrecht van het zich toe-eigenen en liquideren van vermogensbestanddelen van personen en instellingen zoveel mogelijk ongedaan te maken en de rechtsverhoudingen zoveel mogelijk te herstellen. 
De Raad had een coördinerende taak, het feitelijke werk werd gedaan door de volgende vier afdelingen:
- afdeling Rechtspraak
- afdeling Effectenregistratie
- afdeling Beheer (met het Nederlandse Beheersinstituut als uitvoerend orgaan)
- afdeling Onroerende Goederen

Voorzitter van de raad was de voormalig premier in oorlogstijd Pieter Sjoerds Gerbrandy, secretaris was Willem Reyseger. De Raad voor het Rechtsherstel werd in 1967 opgeheven.